# Ludovico di Belgiojoso

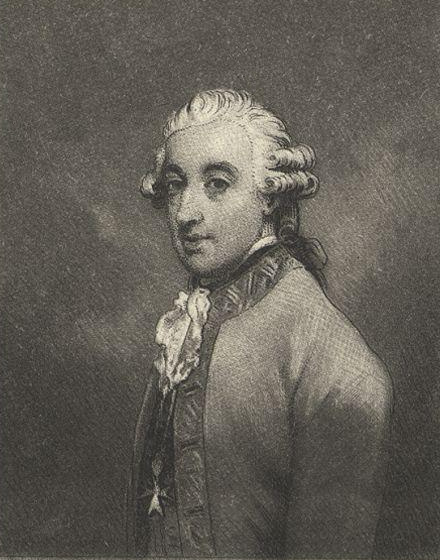
Portret

Ludovico Luigi Carlo Maria di Barbiano di Belgiojoso of in het Duits Ludwig Karl Maria von Barbiano Graf von Belgiojoso (Belgioioso, 2 januari 1728 – Milaan, 15 mei 1801) was een Oostenrijks staatsman, diplomaat en militair. Hij diende de Habsburgse monarchie in de tweede helft van de 18e eeuw. Van 1783 tot 1787 was hij regeringsleider in de Oostenrijkse Nederlanden.

## Levensloop
Ludovico di Belgiojoso, tweede zoon van graaf Antonio Barbiano di Belgioioso (1693-1779) en Barbara Luigia Elisabetta D'Adda, gravin van Bronno (1707-1769), was afkomstig uit het Lombardische dorp Belgioioso, deel van het hertogdom Milaan, dat in die tijd tot het Heilige Roomse Rijk behoorde. Ludovico's vader Antonio had keizerin Maria Theresa gediend, eerst als ambassadeur en vanaf 1748 als persoonlijk raadgever. Hij werd ridder in de Orde van het Gulden Vlies (1763) en rijksvorst (1769). Zijn zoon Ludovico werd op zevenjarige leeftijd ridder van Malta (1735).
De voetsporen van zijn vader volgend, begon hij een carrière in dienst van de keizer. Hij werd eerst kamerheer en in 1757 legerkapitein. Hij nam deel aan de Zevenjarige Oorlog. Van 1764 tot 1769 diende hij als ambassadeur in Zweden. Maria Theresia was zo tevreden dat ze hem vervolgens speciaal gezant en gevolmachtigd minister maakte aan het Court of St James's in Londen. In de volgende jaren vergezelde hij haar ambitieuze zoon Jozef op een reis doorheen Frankrijk. Op 3 mei 1781 werd Belgiojoso toegelaten als fellow van de Royal Society. Hij bleef in Londen tot 1782, en werd op 26 april 1783 bevorderd tot luitenant-veldmaarschalk van het Heilige Roomse Rijk.
Op 9 mei duidde keizer Jozef hem aan tot gevolmachtigd minister van de Oostenrijkse Nederlanden, in opvolging van prins Georg Adam van Starhemberg. Belgiojoso kwam op 3 juni 1783 aan in Brussel en trad enkele dagen later in functie. Hij moest de ingrijpende hervormingen van de keizer doordrijven, die een rationalisering van de particularistische instellingen beoogden en een terugdringing van de religieuze invloed. Ook zette hij zich in voor de 'opening' van de Schelde. Ondanks het verbreken van het Barrièretraktaat en de Keteloorlog (1784), slaagde hij daar niet in. Ondertussen zette Jozef II zijn hervormingsplannen door. Hij drukte zijn stempel tot in de details en negeerde vaak de suggesties van Belgiojoso. In januari 1787 voerden keizerlijke edicten een drastische reorganisatie door van bestuur en gerecht. Het verzet van de notabelen kreeg vanaf mei steun van de straat, in wat de Kleine Revolutie is genoemd. Op 30 mei drong een menigte het Paleis van Laken binnen om bij de landvoogden de intrekking van de hervormingen en het ontslag van Belgiojoso te eisen. Belgiojoso probeerde het oproer te kalmeren door de edicten op te schorten. Dit lokte een furieuze reactie uit van de keizer, die op 24 juni zowel Belgiojoso als landvoogd Albert van Teschen terugriep naar Wenen. Ze verlieten Brussel op 19-20 juli en werden ad interim vervangen door graaf Joseph Murray de Melgum, de bevelhebber van het leger in de Nederlanden. Deze schortte in september 1787 de edicten verder op, waarna hij als bevelhebber vervangen werd door graaf Richard d'Alton. Ferdinand von Trauttmansdorff werd de nieuwe gevolmachtigd minister.
Nadat Belgiojoso's politieke carrière zo was beëindigd, keerde hij terug naar Milaan. Van 1790 tot 1796 herbouwde hij met architect Leopold Pollack het familieverblijf, nu gekend als de Koninklijke Villa van Milaan.

## Voetnoten
1. ↑  Renate Zedinger, Die Verwaltung der Österreichischen Niederlande in Wien (1714-1795). Studien zu den Zentralisierungstendenzen des Wiener Hofes im Staatswerdungsprozeß der Habsburgermonarchie, 2000, p. 158
2. ↑  Janet L. Polasky, Revolution in Brussels, 1787-1793, Brussel, 1987, p. 46

- Biografisch Portaal: 03655977
- Gemeinsame Normdatei: 1084637987
- International Standard Name Identifier: 0000 0001 0470 6367
- Library of Congress Control Number: nr92008142
- Virtual International Authority File: 156696753
- WorldCat: E39PCjGkCdxgJyKWB7WQqxC8yb